# Polimoda
Politecnico Internazionale della Moda en abrégé Polimoda est une école de mode privée à Florence, capitale de la Toscane, en Italie. L'école a été fondée à l'origine sous le nom de Politecnico Internazionale della Moda par Shirley Goodman, ancienne vice-présidente exécutive émérite du Fashion Institute of Technology (FIT) à New York et directrice exécutive de la Fondation pour l'éducation des industries de la mode, et Emilio Pucci, fondateur de la célèbre marque florentine Emilio Pucci. Le personnel de direction comprend aujourd'hui Ferruccio Ferragamo en tant que président, Massimiliano Giornetti en tant que directeur et Linda Loppa en tant que conseillère en stratégie et vision. 

## Présidents
- Alberto Amorosi
- Lorenzo A. Ferracci
- Giovanni Maltinti
- Renato Cesare Ricci
- Ferruccio Ferragamo

## Directeurs
- Alan H. Fishman
- Georgianna Appignani
- Philippe Taylor
- Linda Loppa
- Danilo Venturi
- Massimiliano Giornetti

## Anciens étudiants
- Justina Blakeney - Designer, artiste, architecte d'intérieur et auteur et américain[3],[4].
- Sheila Bridges - Architecte d'intérieur américaine qui a fondé sa propre entreprise, Sheila Bridges Design, Inc., en 1994[5],[6].
- Meagan Cignoli - Photographe, cinéaste et homme d'affaires américain, fondateur et directeur créatif de Visual Country, une agence de production vidéo[7],[8].
- Massimiliano Giornetti -Créateur de mode italien, directeur créatif de Salvatore Ferragamo, directeur créatif de Shanghai Tang[9],[10].
- Marta Romashina - Photographe de mode et journaliste russe.